# Circuito di Milano
Il Circuito di Milano è stata una corsa automobilistica di velocità in circuito, disputata in Italia, al Parco Sempione di Milano nel biennio 1926-1927 (con il nome di Gran Premio di Milano), nel biennio 1936-1937 e nel 1946.

## Storia

### Gran Premio di Milano

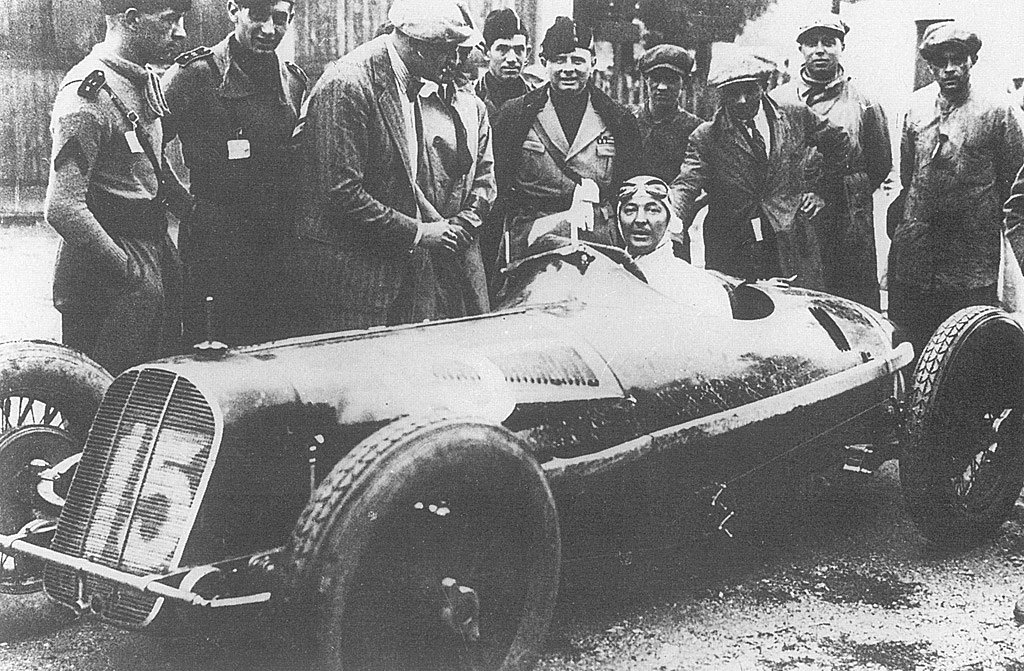
Pietro Bordino su una Fiat 806 al Gran Premio di Milano 1927

L'edizione inagurale del Gran Premio di Milano si tenne il 12 settembre 1926 all'Autodromo di Monza nelle categorie Formula Libre, Voiturettes e Cyclecars, su una distanza di 400 chilometri. Il primo vincitore della Formula Libre fu l'italiano Bartolomeo Costantini su una Bugatti T35C. L'anno successivo la gara si svolse in concomitanza con il Gran Premio d'Italia a Monza, dove il vincitore fu il pilota ufficiale Fiat Pietro Bordino su una Fiat 806.

## Circuito di Milano
Dopo una pausa di otto anni, il Gran Premio di Milano (ormai ribattezzato Circuito di Milano) si tenne nel 1936 e nel 1937 su un tracciato di 2,570 km nel Parco del Sempione a Milano aperto alle vetture da Gran Premio. L'evento attrasse i team ufficiali tedeschi e italiani, in quegli anni team dominanti a livello internazionale, con i loro piloti migliori, ma non fu mai una degli eventi ufficiali del Campionato europeo di automobilismo organizzato dall'associazione internazionale di corse automobilistiche AIACR.
In entrambi gli anni vinse il pilota ufficiale mantovano dell'Alfa Romeo Tazio Nuvolari.
Il 29 settembre 1946, il Circuito di Milano al Parco Sempione fu una delle prime corse automobilistiche di importanza internazionale in Italia dopo la seconda guerra mondiale. Il vincitore del nuovo tracciato, lungo 2,8 km, fu il pilota di punta del periodo prebellico Carlo Felice Trossi su un'Alfa Romeo 158, che aveva ottenuto successi anche prima della guerra.
Nel 1947 il Gran Premio d'Italia si tenne proprio nel parco milanese, decretando la fine definitiva del Circuito di Milano, che infatti non ebbe più luogo.

## Albo d'oro
Albo d'oro dei vincitori della corsa.
| Anno                  | Circuito              | Pilota                | Vettura               | Resoconto             |
| Gran Premio di Milano | Gran Premio di Milano | Gran Premio di Milano | Gran Premio di Milano | Gran Premio di Milano |
| --------------------- | --------------------- | --------------------- | --------------------- | --------------------- |
| 1926                  | Monza                 | Meo Costantini        | Bugatti               | Resoconto             |
| 1927                  | Monza                 | Pietro Bordini        | Fiat                  | Resoconto             |
| 1928 – 1935           | Non disputato         | Non disputato         | Non disputato         | Non disputato         |
| Circuito di Milano    |                       |                       |                       |                       |
| 1936                  | Parco Sempione        | Tazio Nuvolari        | Alfa Romeo            | Resoconto             |
| 1937                  | Parco Sempione        | Tazio Nuvolari        | Alfa Romeo            | Resoconto             |
| 1938 – 1945           | Non disputato         | Non disputato         | Non disputato         | Non disputato         |
| 1946                  | Parco Sempione        | Carlo Felice Trossi   | Alfa Romeo            | Resoconto             |